# Halistrepta myrae
Halistrepta myrae is een tweekleppigensoort uit de familie van de Periplomatidae. De wetenschappelijke naam van de soort is voor het eerst geldig gepubliceerd in 1962 door Rogers.